# Las tetas de mi madre
Las tetas de mi madre es una película de tipo drama publicada el 5 de noviembre de 2015 y dirigida por Carlos Zapata.
Está protagonizada por Paula Matura y los gemelos Billy y Santiago Heins y cuenta con la actuación de Alejandro Aguilar y Angélica Blandón.
Este largometraje se desarrolla en las calles del centro de Bogotá y cuenta la historia de un niño y la relación con su madre.

## Sinopsis
Martin, un niño de 10 años sueña con llevar a su madre a Disney, para eso trabaja como repartidor de pizzas, en su intento, se encuentra con Cacharro,  el cual le enseña un mundo lleno de vicios, drogas, ambiciones y peleas callejeras. En todo este descubrimiento, una noche pide prestado el baño en un burdel después de entregar  en un domicilio, y por error entra a una cabina de estriptis y ve por primera vez una mujer desnuda, después vuelve para verla una vez más, pero esta vez se encuentra a su madre al otro lado del vidrio. Con su inocencia y el deseo de viajar a Disney, Martin busca evitar que su madre siga trabajando en ese lugar.

## Reconocimientos
Selección oficial festival internacional de cine de Guadalajara 2015
Selección oficial festival internacional de cine de Viña del Mar2015

Selección oficial Festival internacional de cine de Málaga 2015

Festival Internacional de cine de Cali 2015

| Festival                                       | Premio                           | Año                                |
| ---------------------------------------------- | -------------------------------- | ---------------------------------- |
| Festival de cine en Chile SANFIC               | Work In Progress Latinoamericano | 2014 FLICC Premio Work In Progress |
| Festival de Cine Colombiano de Nueva York 2015 | Mejor Película                   | 2015                               |
| Festival Internacional de Cine de Santander    | Mejor director                   | 2015                               |
| Festival Internacional de Cine de Cuenca       | Mejor Película                   | 2017                               |

Además fue seleccionado para participar en la categoría de largometraje Iberoamericano de Ficción en el Festival Internacional de Cine EN Guadalajara (FICG).
Prenominado para los premios ARIEL por la academia de artes y ciencias cinematográficas de Colombia